# Сетон, Елизавета Анна
Елизаве́та (Елисаве́та) А́нна Се́тон (англ. Elizabeth Ann Seton, 28 августа 1774[…], Нью-Йорк, Нью-Йорк — 4 января 1821[…], Эммитсберг, Мэриленд) — святая Римско-Католической Церкви, педагог, монахиня, основательница женской монашеской католической конгрегации «Сёстры Милосердия святого Иосифа». Елизавета Анна Сетон является первой из двух уроженок США, признанных Католической Церковью святыми. (В 2000 году была канонизирована Екатерина Дрексель).

## Биография
Елизавета Анна Сетон родилась 28 августа 1774 года в протестантской семье, принадлежавшей к Епископальной Церкви, спустя два года после провозглашения Декларации независимости США. Её отец Ричард Бэйли был первым городским врачом Нью-Йорка. Её мать, дочь священника Епископальной Церкви, умерла, когда девочке было три года. В 1794 году Елизавета Анна вышла замуж за бизнесмена Уильяма Сетона. У них родились три девочки и два мальчика. Вместе с мужем Елизавета Анна Сетон создала под руководством Епископальной Церкви общество призрения бедных вдов и детей.
Финансовый кризис, разразившийся в США в 1800 году, заставил Уильяма Сетона объявить о банкротстве фирмы и Сетонам пришлось оставить свой дом в поисках работы. Бремя проблем подкосило здоровье Уильяма и он заболел туберкулёзом. Надеясь, что благоприятный итальянский климат поможет поправить здоровье, супруги, оставив своих детей на попечение родственников, отплыли в Италию, желая остановиться в городе Ливорно у своих деловых партнёров Филиппо и Антонио Филиччи. В Италии они попали в карантин, где ослабленный из-за своей болезни Уильям умер 27 декабря 1803 года. В ожидании своего возвращения в США, Елизавета Анна гостила у супругов Филиччи. Во время своего пребывания в семье Филиччи Елизавета Анна 17 марта 1805 года вступает в Римско-Католическую Церковь.
После своего возвращения на родину Елизавета Анна предпринимает активное участие в социальной деятельности Церкви. Приняв предложение президента колледжа Святой Марии в Балтиморе, штат Мэриленд, Елизавета Анна вместе с двумя своими сподвижницами открывает первую бесплатную католическую школу в США. Вскоре женщины решили основать монашескую общину с названием «Сёстры Милосердия святого Иосифа», которая стала первой женской религиозной католической конгрегацией в США.
25 марта 1809 года Елизавета Анна принесла монашеские обеты. С этого времени её стали звать матушкой Сетон. Основанная ею община сестёр была официально утверждена Католической Церковью в 1812 году. Духовная жизнь новой монашеской конгрегации основывалась на Уставе, написанном святым Викентием де Полем для общины Дочерей Милосердия. К 1818 году сёстры открыли два новых приюта и школу.
Заболев туберкулёзом, Елизавета Анна продолжала заниматься управлением жизнью монастыря. 4 января 1821 года, в возрасте 46 лет, она умерла. К моменту смерти основанная Елизаветой Анной Сетон монашеская конгрегация «Сёстры Милосердия святого Иосифа» насчитывала 12 общин.

## Прославление
17 марта 1963 года Елизавета Анна Сетон была причислена к лику блаженных римским папой Иоанном XXIII и 14 сентября 1975 года канонизирована в лике святой римским папой Павлом VI.
Елизавета Анна Сетон почитается Церковью покровительницей католических школ. Мощи святой Елизаветы Анны Сетон хранятся в базилике, названной её именем, в городе Эммитсбург, штат Мэриленд, США.
День памяти святой — 4 января.